# Aldo Locatelli
Aldo Locatelli (* 18. August 1915 in Villa d’Almè; † 3. September 1962 in Porto Alegre) war ein italienisch-brasilianischer Maler.

## Leben
Locatelli wurde in Villa d’Almè in der norditalienischen Provinz Bergamo geboren und interessierte sich schon früh für Kunst. Zwischen 1932 und 1935 studierte er Kunst an der Accademia Carrara di Belle Arti in Bergamo. Im Jahr 1940 zog er nach dem Tod seines Vaters wieder nach Villa d’Almè. 1948 ging er auf Einladung von Don Antônio Zattera, Bischof von Pelotas, nach Brasilien. 1954 erhielt er die brasilianische Staatsbürgerschaft und begann im gleichen Jahr am Instituto de Artes dekorative Kompositionsmalerei zu unterrichten.  Im November 1955 erhielt er eine Professur an der Universidade Federal do Rio Grande do Sul (UFRGS). 
Im Jahr 1962 verstarb er in Porto Alegre. Hauptorte seiner Tätigkeit in Brasilien waren Caxias do Sul, Pelotas und Porto Alegre.
Sein Stil wird dem Neoklassizismus zugerechnet, er war an den Malern der Renaissance geschult. Seine Genres beinhalteten symbolistisch-religiöse und historische Malerei.

## Werke

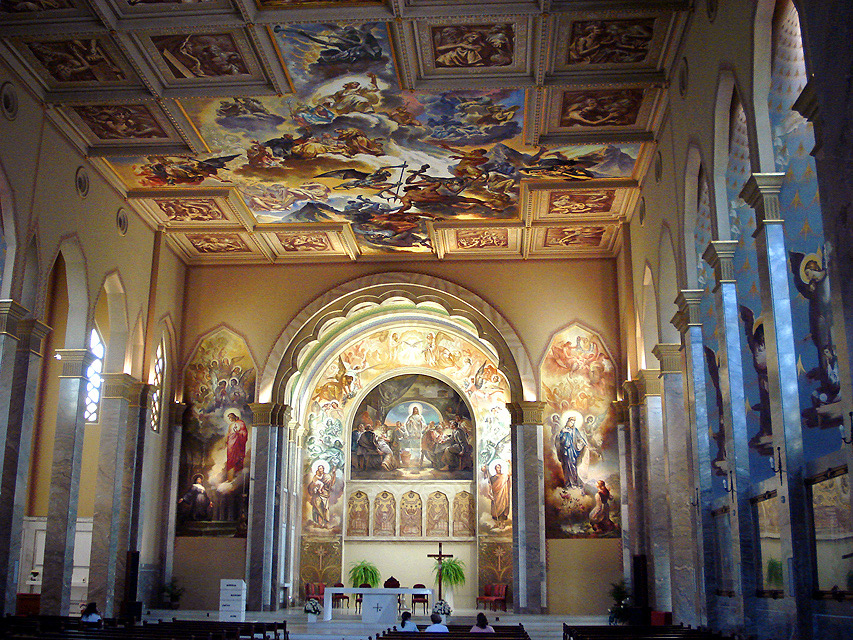
Innenraum der Kirche von São Pelegrino in Caxias do Sul

Seine wichtigsten Werke sind die Fresken und Tafeln in Kirchen und öffentlichen Gebäuden von Rio Grande do Sul. Die Fresken in der Kathedrale von Pelotas und Kreuzwegstationen in der Kirche
São Pelegrino in Caxias do Sul, deren Fertigstellung zehn Jahre dauerte, gelten als seine größten Werke.
Als weiteres Hauptwerk wird das in Mischtechnik von 1951 bis 1955 auf 25 m² angelegte A formação histórico-etnográfica do povo rio-grandense im Palácio Piratini in Porto Alegre betrachtet.

## Nachwirken
Locatelli starb im Alter von 47 Jahren und wurde auf dem Cemitério São Miguel e Almas in Porto Alegre begraben. In Novo Hamburgo wurde die Rua Aldo Daniele Locatelli nach ihm benannt. In der 1948 gegründeten Academia Brasileira de Belas Artes in Rio de Janeiro wurde er Namenspatron für den Stuhl „Cadeira 31“. Die Stadtpräfektur von Porto Alegre richtete ihm 1974 das Personalmuseum Pinacoteca Aldo Locatelli im historischen Zentrum der Stadt ein.